# Hedana ocellata
Hedana ocellata är en spindelart som beskrevs av Tord Tamerlan Teodor Thorell 1890. Hedana ocellata ingår i släktet Hedana och familjen krabbspindlar. Inga underarter finns listade i Catalogue of Life.